# Analyse par activation neutronique
L’analyse par activation neutronique (AAN) est une méthode analytique, sensible et précise, permettant l’identification ainsi que la quantification des éléments présents dans un échantillon. En effet, cette technique permet une analyse des rayons gamma caractéristiques qui ont été émis pendant la désintégration après que l'échantillon ait été irradié par des neutrons dans un réacteur nucléaire. Ces signatures énergétiques vont pouvoir permettre l’identification des composés présents ciblés, alors que leur taux de comptage sera proportionnel à leur concentration dans l’échantillon.

## Histoire
Le développement de la science nucléaire ainsi que l’ampleur que cette dernière a pris ont permis à la création de nombreuses techniques analytiques et à de nombreuses méthodes expérimentales. Ces nouvelles techniques et ces nouvelles méthodes ont permis à plusieurs scientifiques de progresser considérablement qui leur a permis de surmonter les limites qui ont été imposées par les méthodes classiques,.
En 1930, deux scientifiques, Walther Wilhelm Georg Bothe et Herbert Becker bombardent des éléments tels que le béryllium, le bore ainsi que le lithium avec des particules alpha provenant du polonium et observent une nouvelle forme d’émission d’un rayonnement très pénétrant. Un an plus tard, soit en 1931, un autre scientifique, Frédéric Joliot-Curie, reprend les expériences des deux derniers et remarqua que le nouveau rayonnement produit des protons très énergétiques lorsque celui-ci traverse une chambre de Wilson remplie d’hydrogène. Avec cette nouvelle observation, ce dernier annonce que le rayonnement de Bothe est constitué de photons de haute énergie. En 1932, un autre scientifique connu sous le nom de James Chadwick du laboratoire Rutherford annonce, tout en se basant sur les expériences de Frédéric Joliot-Curie, que le rayonnement est en fait constitué de neutrons. James Chadwick expliqua que les neutrons, des particules de masse égale au proton mais ne possédant aucune charge, sont la raison pour laquelle ce rayonnement était très pénétrant. Hevesy à Copenhague, en 1936, effectuait des expériences pour lesquelles ce dernier irradiait des minerais de terres rares par les neutrons à l’aide d’une source radium-béryllium. Après quelques essais sans résultats, Hevesy obtint une radioactivité que celui-ci attribua à de nouveaux isotopes radioactifs, identifiés par leur période de décroissance. C’est ainsi que l’analyse par activation neutronique fut découverte.
Les expériences d’irradiation aux neutrons se succèdent dans plusieurs laboratoires européens tels que Joliot à Paris, Fermi à Rome, Hahn et Meitner à Berlin qui ont découvert la fission de l’uranium (productrice de neutrons). La réaction en chaîne est petit à petit maîtrisée que ce soit en laboratoire ou en réacteur. Les premières expériences utiliseront des sources de neutrons avec des flux beaucoup plus intenses que les sources au radium ; Zoé en 1948, EL2 en 1952, EL3 et enfin Orphée à Saclay. Aujourd’hui, le Laboratoire Pierre Süe, construit en 1970, devient l’un des laboratoires le mieux équipé au monde.

## Théorie

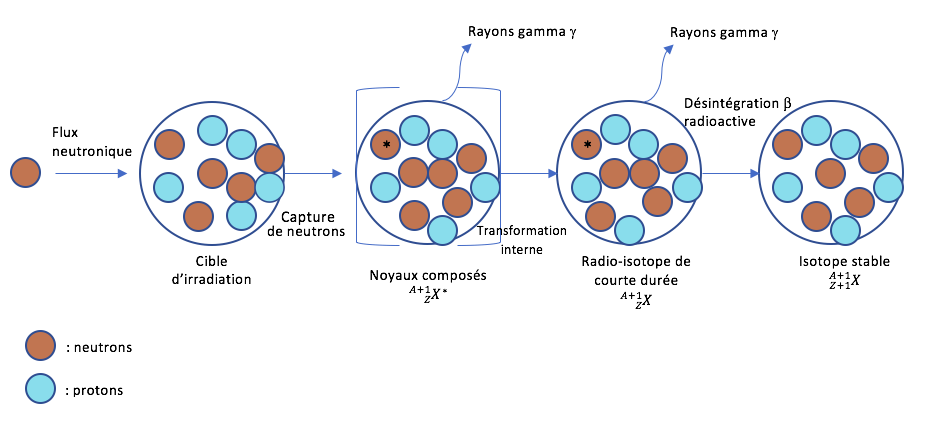
Principe de l'activation d'un noyau.

L’activation neutronique est définie comme étant une technique d'analyse fondée sur l’identification ainsi que la mesure des rayonnements spécifiques de radionucléides formés par réaction nucléaire. Cette définition est aussi valide pour toutes les réactions nucléaires obtenues par bombardement soit de photons, soit de particules chargées ou de neutrons. Les neutrons, tout comme les photons, ont la possibilité de pénétrer dans la matière sans interactions électrostatiques. De plus, ces derniers vont interagir avec les noyaux de deux manières différentes :
1. Ils vont créer des défauts par collision ou par diffusion élastique et inélastique
2. Ils vont produire des noyaux différents des noyaux cibles par réactions nucléaires[4].

Dans le cas où les neutrons vont interagir avec les noyaux pour produire des noyaux différents des noyaux cibles par réaction nucléaire, deux possibilités peuvent survenir :
1. Si le noyau « résiduel » est stable, tout se passera comme s’il n’y avait pas eu d’activation
2. Par contre si ce dernier est instable, ce sera la mesure de son activité qui permettra de remonter au nombre de noyaux cibles afin d’effectuer un dosage de l’élément considéré[4].

Le principe d’une analyse d’activation neutronique est fondé sur l’irradiation d’un échantillon avec des neutrons, n’ayant aucune charge électrique, pour pouvoir après doser par mesure de radioactivité les radioisotopes qui ont été créés par une transmutation des éléments que l’on retrouve à l’intérieur de l’échantillon. L’analyse des radioisotopes est principalement accompagnée par la spectrométrie gamma, puisque les rayons gamma émis par les radio-isotopes sont très pénétrants et la plupart des matériaux auront une faible atténuation en s’échappant de l’échantillon ayant une grande masse. La spectrométrie bêta est aussi utilisée dans certains cas.
La réaction nucléaire la plus utilisée lors d’une analyse d’activation neutronique afin de produire des radio-isotopes est la capture de neutrons thermiques ou « lente » (TNAA, Thermal neutron activation analysis). Le terme lent signifie une énergie de quelques centièmes d’électronvolts. La capture d’un neutron « lent » par un isotope de masse M amène, excepté pour la fission, à un isotope résiduel de masse M+1 qui pourra être radioactif ou pas. Que ce dernier soit radioactif ou pas, celui-ci sera dans un état très excité. Effectivement, l’isotope résiduel de masse M+1 sera dans un état pour lequel celui-ci se situera à plusieurs millions d’électronvolts au-dessus de l’état fondamental. L’émission de rayons gamma résultera à une désexcitation à l’état fondamental.
La probabilité qu’un neutron dit lent soit capturé par un noyau atomique varie d’un bout à l’autre du tableau périodique. Autrement dit, la probabilité de capturer un neutron « lent » va énormément varier en fonction de l’élément. En effet, d’une section à une autre du tableau périodique, cette probabilité peut passer d’une fraction de millibarns (unité de surface pour les sections efficaces dans les réactions nucléaires, 1 barn = 10−28 m2) pour de nombreux isotopes d’éléments légers à 61 000 b pour 155Gd, qu’on appellera section efficace ou « cross-section ». Cependant, certains éléments, comme le zirconium, ne seront pas facilement détectables par analyse par activation neutronique thermique TNAA (Thermal neutron activation analysis) en raison de leurs faibles sections efficaces.
Le taux de production, R, est donné par l’équation suivante :
{\displaystyle R=N\phi \sigma _{\text{eff}}}
- {\displaystyle N}, représente le nombre de noyaux cibles,
- {\displaystyle \phi }, représente le flux neutronique en n/cm2/s (n est le nombre de neutrons),
- {\displaystyle \sigma _{\text{eff}}}, est la section efficace ou « cross section » de la réaction en barns. Les sections efficaces correspondent à l’aire du noyau capable de capturer un neutron.

L’analyse par activation neutronique thermique, la TNAA, peut aussi créer des espèces radioactives induits qui auront de très longues demi-vies ou n’émettant aucune ou presque pas de rayons gamma.
Il existe plusieurs types de neutrons :
- Des neutrons thermiques qui sont agités par leur température. Ces derniers ont une énergie moyenne de 0 à 0,25 eV à la température de 300 K.
- Des neutrons ayant une énergie entre 1 eV et 0,5 MeV, qui seront des neutrons épithermiques. Dans ce domaine d’énergie, apparaissent les niveaux d’excitation qui créent les phénomènes de résonance.
- Des neutrons ayant une énergie supérieure à 0,5 MeV, seront appelés des neutrons rapides. Dans un réacteur, ces derniers représentent une fraction des neutrons de fission qui n’interagissent pas avec le modérateur, soit la barrière limitant l'énergie de ceux-ci.

Les neutrons qui ont une énergie inférieure à environ 0,5 MeV sont des neutrons dits épithermiques. Dans un réacteur nucléaire, tel que « SLOWPOKE (en) » au Canada ou le réacteur « TRIGA » situé aux États-Unis, les échantillons seront irradiés en utilisant des neutrons épithermiques, tout en protégeant soit avec du cadmium, soit avec du bore, qui absorberont une grande partie des neutrons incidents ayant une énergie supérieure à 0,5 MeV. Il est favorable d’absorber les neutrons épithermiques car pour une très haute énergie, la section efficace est beaucoup moindre pour la plupart des noyaux atomiques.
Lorsqu’un neutron de faible énergie se fait absorber, celui-ci va entrainer la formation d’un isotope pour lequel son noyau sera instable et émettra des neutrons et/ou des photons afin qu’il puisse retourner à un état plus stable. Le mode de désintégration ne dépend que de l’énergie d’excitation d’un noyau qui a été composé, donc de l’énergie qui est donnée par le neutron. Si l’énergie est assez forte pour briser le noyau, il y aura émission de nucléons, sinon la désexcitation va se produire par une émission de photons.
Toutefois, pour plusieurs isotopes, la courbe variation de la section efficace par rapport à l’énergie présente d’énormes pics de résonance. Ceux-ci résulteront une force relative beaucoup plus grande chez certaines activités induites à la suite d'une irradiation avec des neutrons épithermiques d’un échantillon que chez les activités induites à la suite d'une irradiation neutronique thermique.

### Fonctionnement
Le fonctionnement de l’analyse par activation neutronique se fait seulement en quelques étapes. Tout d’abord, l’échantillon à analyser nécessite peu ou bien aucune étape de préparation. Avant de procéder aux analyses, on doit se demander quel analyte nous intéresse puisqu’il est important d’optimiser la méthode en conséquence. En effet, tous les éléments ne demandent pas un même temps d’irradiation. Par exemple, l’analyse du fluor nécessite un temps d’irradiation en général de 20 secondes pour être sous sa forme 20F tandis que le fer nécessite un temps bien plus élevé considérant son atome plus volumineux. Donc, l’échantillon est placé dans une chambre d’irradiation où une source de neutrons est utilisée afin d’irradier celui-ci. À la suite de ce processus, l’échantillon est transféré ou non selon la méthode dans un autre compartiment afin de compter les émissions de rayons gamma. Encore une fois, ce processus dépend de l’analyte. Dans le cas du 20F, son temps de demi-vie est faible alors il faut commencer à compter rapidement les émissions gamma. Pour le fer, on analyse en général son isotope 59Fe. Ainsi, il vaut mieux attendre quelques jours pour laisser ses isotopes de plus grande masse disparaître avant de compter. Sinon, on peut compter l’émission d’un mauvais isotope et alors fausser les résultats. Une analyse faite après quelques jours ne donnera pas les mêmes résultats qu’une analyse faite après quelques minutes. Une fois les analyses faites, l’échantillon peut être récupéré si sa radioactivité est désormais négligeable.

### Calcul de concentration
À la suite des analyses, le taux de comptage R d’un échantillon peut être calculé avec l’équation suivante :
{\displaystyle R=N\phi \sigma c\left(1-e^{\left({\frac {-0{,}6931}{t_{1/2}}}\right)}\right)\qquad (1)},
- Où N est le nombre d’atomes visés lors de l’analyse,
- ϕ est le flux de densité de neutrons (n/cm2/s),
- σ est la section efficace (cm2), c’est l’efficacité de détection absolue (dépend de l’appareillage utilisé),
- t est le temps d’analyse
- t1/2 est le temps de demi-vie de l’analyte.

L’expression {\displaystyle 1-e^{\left({\frac {-0{,}6931}{t_{1/2}}}\right)}} est parfois remplacée par S pour alléger la notation. Afin de déterminer la durée d’une analyse, on peut observer dans le terme S le rapport entre t et t1/2. Plus ce rapport est grand et plus le terme de l’exposant tend vers 0. En général, un rapport de 3 temps de demi-vie est suffisant pour les analyses rendant ainsi S constant. R est donc directement proportionnel à N. Le nombre d’atomes N peut être converti en masse m avec le nombre d’Avogadro et en sachant la masse molaire et l’abondance naturelle de l’isotope de l’élément étudié.
En utilisant un standard de masse connue mstd, on peut déterminer la masse manalyte de l’échantillon en effectuer un rapport entre le taux de comptage de l’analyte et du standard.
{\displaystyle m_{analyte}={\frac {R_{analyte}}{R_{standard}}}\times m_{standard}}
On peut donc diviser le résultat par la masse totale de l’échantillon pour en déterminer sa composition.

## Instrumentation

### Source de neutrons
La toute première barrière à l’activation neutronique est le besoin de neutrons. La source la plus commune est le réacteur nucléaire de recherche. Il existe de nombreux types de réacteurs de recherche, mais celui s’appliquant le mieux pour l’activation neutronique est le réacteur d’irradiation (MTR, Material Test Reactor), puisqu’il permet l’absorption des neutrons par l’échantillon. Le réacteur OSIRIS en France est un excellent exemple de MTR. Des flux épithermiques et thermiques de ce type de réacteur excédant 1012 n/cm2/s sont typiquement disponibles.
Les sources de fission spontanées sont aussi assez utiles de par leur portabilité. Le radioisotope californium 252 est assez commun et produit des neutrons de 0,7 MeV,,. Le plutonium 238/béryllium peut aussi engendrer des réactions (α, n). Par contre, les sources de fissions spontanées ont le désavantage d’avoir des flux limités ce qui les empêche de faire l’analyse de plusieurs éléments.
Finalement, il est possible d’utiliser un générateur de neutrons rapides. Des atomes de deutérium sont accélérés électriquement dans un accélérateur linéaire et entrent en collision avec des atomes de tritium. Il s’ensuit une réaction de fusion et des neutrons rapides de 14 MeV sont émis.
Il est possible de diminuer l’énergie des neutrons avant qu’ils n’activent l’échantillon en protégeant l’échantillon avec des matériaux spéciaux ou en ajustant le design de l’accélérateur. Les matériaux protecteurs sont entre autres le cadmium et le bore qui ont tous deux une section efficace d'absorption particulièrement grande pour les neutrons thermiques de haute énergie et épithermiques.

### Détecteur
Il s’agit généralement de cristaux de haute pureté appelés scintillateurs. Quand ils sont exposés à des rayons gamma, ils produisent un signal lumineux d’énergie proportionnelle. Un tube photomultiplicateur permet de convertir ce signal lumineux en signal électrique qui sera alors traité. Le plus commun est l’iodure de sodium dopé au thallium NaI(Tl) où le thallium est la source de l’émission lumineuse.

### Contamination de l’échantillon
Un des problèmes majeurs en AAN est la contamination radioactive. Par exemple, toucher un échantillon à main nue avant l’irradiation pourrait laisser des traces (ppm) de sodium, chlore et autres. Pour une technique pouvant se rendre facilement au ppb et même jusqu’au ppt, une contamination au niveau du ppm est critique.
Une autre source de contamination possible est celle du contenant. En effet, le contenant portant l’échantillon est lui aussi sujet aux radiations gamma et donc peut émettre un signal. Il est préférable, pour des mesures optimales, de transférer l'échantillon du contenant irradié à un contenant propre. Par contre, cette pratique n’est pas facile, surtout pour l’analyse cyclique ou automatisée. La plupart du temps, un contenant devenant radioactif de manière négligeable lors de bombardement de neutrons ou un système d’irradiation propre qui transfère une activité négligeable à la surface extérieure du contenant sont utilisés. Le polyéthylène de haute densité est un bon choix à cet effet, car il ne contient pas d’éléments qui sont généralement analysés en AAN. Il est aussi possible d’utiliser deux contenants lors de l’analyse. On irradie donc l’échantillon dans une vial qui se trouve elle-même dans un contenant se faisant irradier. Après l’irradiation, la vial est retirée du contenant et l’analyse peut alors se faire.

### Automatisation
Il est possible d’utiliser un système automatisé pneumatique quand plusieurs échantillons similaires sont testés. Les temps d’irradiation, d’attente et le taux de comptage sont contrôlés par ordinateur, ce qui permet une plus grande précision. Le processus typique se déroule ainsi :
1. insertion de l’échantillon dans le système pneumatique ;
2. transfert au réacteur ;
3. irradiation ;
4. transfert au compteur ;
5. mesure du spectrogramme ;
6. transfert dans un espace de rangement.

Un nouvel échantillon est alors inséré automatiquement. Un système à quatre détecteurs peut faire l’analyse de 30 éléments pour 200 échantillons contenants en une journée. Il est aussi possible de faire des mesures cycliques sur un même échantillon. On augmente ainsi le taux de comptage et la précision statistique des mesures sur les activités de courte vie.

## Techniques diverses

### Activation neutronique thermique non destructive (TNAA)
La TNAA (Thermal neutron activation analysis, Analyse par activation neutronique thermique) de la réaction nucléaire la plus commune. L’échantillon est excité par des neutrons lents ou thermiques de quelques centaines d’électrons-volts. La TNAA est très utilisée, car la plupart des éléments ont une section efficace plus haute pour les neutrons thermiques donc le signal est plus facilement détectable. Par contre, certaines espèces sont difficilement observables par TNAA, car leur temps de demi-vie est très long ou ils n’émettent peu ou pas de rayons gamma sous excitation de neutrons thermiques. On peut observer autour de 40 éléments dans un échantillon complexe, par exemple géologique, pour un flux neutronique d’au moins 1012 n/cm2/s. L’optimisation de TNAA pour un élément en particulier passe principalement par le temps de demi-vie de son radioisotope et des interférences pouvant venir des autres radioisotopes. Une autre considération, un nombre d’atomes d’un radioisotope augmente de façon linéaire initialement, mais après quelques demi-vies, devient saturé. La vitesse de production du radioisotope est alors égale à sa vitesse de destruction. Selon l’équation (1), où le taux de comptage correspond aussi au nombre de radioisotopes produits, après 2 demi-vies, le radioisotope est déjà aux trois quarts de sa saturation. Si le temps de demi-vie est très court aussi, le radioisotope sera difficile à observer. Par exemple, le fluor 20 a un temps de demi-vie de 11 secondes donc en 33 secondes, il ne reste que 1/8 des noyaux excités à la base. L’analyse doit donc se faire directement après l’irradiation. Le même problème s’applique pour des éléments ayant une demi-vie très longue comme le fer 59 qui a un temps de vie de 44,6 jours. Cela signifie que pour détecter la présence du fer, il faut l’irradier pendant beaucoup plus longtemps, puis attendre encore pour laisser le temps aux radioisotopes de se détruire. Quand on analyse des échantillons complexes, il est donc important de faire plusieurs analyses à différents temps pour détecter le plus d’éléments possibles. Plus d’une irradiation peut être nécessaire.

### TNAA radiochimique (RNAA)
La RNAA (Radiochemical Neutron Activation Analysis, Analyse par activation neutronique radiochimique) correspond au traitement chimique post-irradiation pour isoler certains éléments qu’on souhaite étudier. Cette technique correspond à la version destructrice de TNAA. Certains éléments ont des radioisotopes qui n’émettent pas ou peu de rayons gamma. Par exemple, le tellure et le bore n’émettent que des rayons bêta. Il est donc possible de les isoler chimiquement et ainsi avoir un signal beaucoup plus clair puisque les particules bêta sont beaucoup moins énergétiques que les rayons gamma. La RNAA est aussi utilisée quand la portion de l’élément à analyser est trop petite pour que l’activité gamma puisse être détectée, par exemple pour du matériel lunaire ou de l’iridium dans les roches terrestres (ppt). La méthode d’isolement est subjective à l’élément d’intérêt et il est possible de trouver de telles méthodes dans divers ouvrages de référence,,.

### Activation neutronique épithermique (ENAA)
L'ENAA (Epithermal Neutron Activation Analysis, Analyse par activation neutronique épithermique) utilise essentiellement les mêmes concepts que TNAA, mais des neutrons épithermiques sont utilisés à la place de neutrons thermiques. Seulement les signaux ont des niveaux différents avec un flux épithermique. Par exemple pour l’analyse de {\displaystyle {\frac {^{99}\mathrm {Mo} }{^{24}\mathrm {Na} }}}, le signal est 390 fois plus fort si on utilise l'ENAA avec un écran de bore qu’avec le TNAA. Certains éléments sont plus facilement détectables par ENAA, entre autres, le nickel, l’arsenic, le sélénium, le brome, le rubidium, le zirconium, le molybdène, l’indium, l’antimoine, le césium, le baryum, le samarium, l’holmium, le tantale, le tungstène, le thorium et l’uranium. Les avantages de ENAA versus TNAA dépendent toutefois de l’élément, mais aussi de beaucoup d’autres facteurs tel le flux neutronique et des listes plus exhaustives décrivant ces avantages peuvent être trouvées en références,,.

### Activation par neutrons rapides/énergétiques (FNAA)
La FNAA (Fast Neutron Activation Analysis, Analyse par activation neutronique énergétique) consiste à bombarder l’échantillon avec des neutrons de 14 MeV, ce qui peut produire plusieurs réactions nucléaires complexes entre autres (n, p), (n, α), (n, g) et (n, 2n). Cela mène à un noyau radioactif final qui peut être très différent de celui produit par des neutrons thermiques ou épithermiques qui donnent des réactions (n, g), soit un neutron (n) entrant en collision et donnant un radioisotope produisant des rayons gamma (g), et donne un examen non destructif de plusieurs éléments non observables en TNAA comme l’oxygène, le phosphore, le silicium, le tellure et le plomb par création de radioisotopes différents de ceux de la réaction (n, g). Les neutrons viennent généralement d’un générateur de neutrons rapides. L’inconvénient majeur de cette technique est que puisque plusieurs réactions en compétition peuvent donner le même noyau, il faut estimer la contribution de la réaction d’intérêt dans l’activité du composé à l’étude.
Par exemple, une méthode de quantification efficace du phosphore est par la réaction 31P (n, α), qui donne l’aluminium 28. Par contre, 28Al est aussi produit par la réaction 28Si (n, p). Il faut donc savoir l’apport de chacune des deux réactions quand on mesure le signal de l’aluminium 28 pour quantifier le phosphore.

### Activation par rayons gamma instantanés (PGAA/PGNAA)
La PGAA (Prompt Gamma Activation Analysis, Analyse d'activation par rayons gamma rapides) consiste à analyser l’émission gamma instantanée lors d’un bombardement de neutrons thermiques. L’analyse prend donc beaucoup moins de temps qu’une AAN puisque celle-ci mesure l’émission gamma lors de la décomposition. La PGAA détecte mieux les éléments ayant des sections efficaces thermiques assez grandes. Les rayons gamma émis peuvent avoir une énergie aussi haute que 11 MeV. La désexcitation de l’échantillon à un état stable et non radioactif est aussi presque instantanée. Par contre, la quantité d’éléments observables dans un échantillon complexe est d’environ 20, donc moins que la TNAA. Il est cependant possible d’observer l’hydrogène, le bore, le carbone, l’azote, le silicium et le gadolinium par PGAA, tous des éléments invisibles aux AAN.
En PGAA on peut faire l’analyse de l’échantillon par deux façons :
- l’échantillon est placé à l’intérieur du réacteur thermique, avec les émissions gamma qui sont observées à travers un collimateur par un scintillateur situé à l’extérieur de la protection du réacteur[19] ;
- un rayonnement neutronique est extrait du réacteur et va activer l’échantillon. L’émission rapide gamma observée par un détecteur situé près de l’échantillon. Cette technique a plusieurs avantages, incluant la facilité de changer l’échantillon, aucun chauffage des échantillons, peu de dommages dus à la radiation, peu de radioactivité et pas besoin des placer des échantillons trop fragiles, trop gros ou trop dangereux dans le réacteur[20].

La PGAA est assez utile pour analyser les métaux, les alliages, les catalyseurs ou le ciment, car les interférences radioactives majeures venant de la matrice sont moindres qu’en TNAA, car l’émission gamma est rapide. Pour le ciment, il est commun d’avoir les analyseurs situés directement sur un tapis roulant acheminant les matériaux bruts. Aussi, en comparaison avec XRF ou DRF, les neutrons pénètrent totalement l’échantillon nous donnant une analyse continuelle et en temps réel de l’entièreté de l’échantillon.

## Avantages et inconvénients
L’activation neutronique est une technique présentant divers avantages. Le principal de ceux-ci est que la majorité de ses variantes est non destructive. Cet aspect de la technique permet d’analyser plusieurs fois sans conséquence un même échantillon afin de valider des résultats en cas de doute. De plus, les échantillons analysés par AAN n’ont presque pas besoin de préparation. Ainsi, le risque de contaminations engendrées par différents réactifs lors d’une analyse quelconque est minimisé. Par ailleurs, l'AAN analyse l’entièreté de l’échantillon et non seulement sa surface. Cet aspect de la technique permet donc d’analyser l’entièreté de l’échantillon venant ainsi éliminer l’effet de matrice. En général, l’activation neutronique possède une limite de détection de l’ordre du ppb. Toutefois, une version destructive de celle-ci peut se rendre jusqu’au ppt. La PGNAA est connu pour pouvoir analyser une rapidement et efficacement plusieurs échantillons en même temps.
Pour les inconvénients, le fait de devoir se procurer un réacteur afin de gérer certains types de sources de neutrons peut s’avérer couteux pour une entreprise. Bien que certains échantillons puissent être analysés en quelques minutes, d’autres peuvent atteindre des heures, voire des jours ou des semaines, selon leur temps de demi-vie. Les analytes avec un très cours temps de demi-vie sont aussi plus durs à détecter puisqu’ils deviennent non radioactifs très rapidement. Les éléments ayant une faible masse atomique tels que l’oxygène ou bien le carbone peuvent causer des problèmes pour les analyses. En effet, leur grande stabilité fait en sorte que l’ajout d’un neutron à leur noyau est plus problématique. L’utilisation de neutrons à haute énergie peut régler ce problème, mais il y a des risques d’endommager l’échantillon. Par ailleurs, la technique se montre inefficace face à certains éléments, par exemple des éléments relativement stables après l’ajout d’un neutron. Le plomb et le cuivre sont difficiles à détecter. L’utilisation de l'AAN peut engendrer dans certains cas de la radioactivité sur l’appareillage utilisé ou bien sur l’échantillon en question.

## Applications
La polyvalence de l'AAN lui permet d’accéder à une vaste gamme de domaines. L’une de ses principales utilités est le contrôle qualité pour la composition ou bien la pureté de matériaux. Cette technique est fortement prisée pour ses capacités à analyser dans le domaine des traces. C’est pour cette raison que l’on peut utiliser cet appareil autant dans le domaine minier, biologique qu’en médecine légale. L'AAN peut autant analyser des traces d’un élément précis dans une roche sédimentaire que dans le cheveu d’une personne. De plus, son aspect non destructif se voit pratique en archéologie. Les artéfacts n’ont donc pas besoin d’être endommagés afin d’être analysés. D’autres exemples de domaines d’application seraient en environnement (ex : analyse de polluants), en industrie chimique (ex : catalyseurs) ou bien en industrie photographique (ex : dopage de cristaux d’halogénure d’argent).